# Colònia la Coromina
La Colònia la Coromina és una colònia tèxtil de Torelló (Osona). Consta d'una fàbrica, habitatges per als treballadors, la torre de l'amo i una església, elements inclosos en l'Inventari del Patrimoni Arquitectònic Català. L'església és una obra eclèctica de l'any 1906 de l'arquitecte Josep Maria Pericas i Morros. La colònia pren el nom de la masia la Coromina, casa pairal de Josep M. Pericas.

## Fàbrica
També coneguda com a Fàbrica Pericas, té l'estructura d'una nau de dos pisos i planta baixa i coberta de doble vessant, amb finestres obertes regularment a tota l'amplada dels murs. És un tipus de construcció preparada per poder-hi afegir altres naus juxtaposades a l'estructura original, de manera que ha sofert múltiples transformacions a mesura que s'anava ampliant. Els murs estan construïts majoritàriament amb còdols i morter de pedra picada i sorra, en part arrebossats, i les obertures marcades amb maó ceràmic. Les decoracions són filades de totxos que entravessen la façana i sanefes, també, de totxo, a les parts altes de les façanes, a manera de cornises. A l'interior, la nau és diàfana i sustentada modularment per pilars de fosa. La fàbrica està orientada de nord a sud, de manera que la seva testera nord està enfrontada al riu, per on s'aprofita l'aigua del canal. En aquest extrem se situa també la xemeneia, de planta circular amb sòcol quadrangular, de maó vist, i fa 35 m d'altura.

## Església del Sagrat Cor

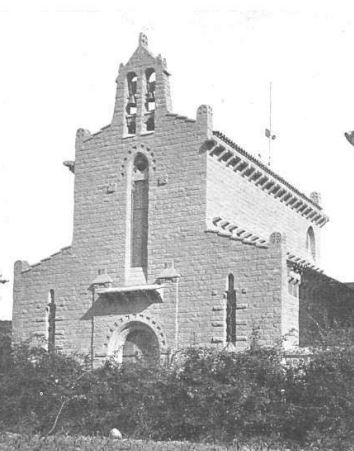
Església del Sagrat Cor el 1907

Església és de tres naus amb l'absis semicircular. La nau central és coberta amb volta d'ogiva i les naus laterals són separades per arcs d'ogiva, però, sostinguts per columnes amb el capitell decorat. Als peus hi ha el cor. La il·luminació de la nau es produeix mitjançant un òcul damunt l'altar, una finestra la baptisteri i finestres d'arc de mig punt de l'absis. Totes elles són decorades amb vitralls i reixes de ferro forjat. L'interior és arrebossat i pintat, amb elements de ressalt de totxo rogenc i hi ha també decoracions amb estuc i pintures a l'absis. La façana es troba orientada a tramuntana. El portal és d'arc rebaixat. És de planta basilical i damunt hi ha un altre portal d'accés al temple. L'església és construïda amb pedra tallada formant aparell regular. Exteriorment tots els elements ornamentals són de pedra. Els canals del teulat també són de pedra. L'estat de conservació és bo.

## Habitatges industrials
Estructura d'un únic cos de planta rectangular coberta a doble vessant i de planta baixa i dos pisos. Els dos pisos són els que estan preparats per encabir-hi diferents habitatges unifamiliars de dimensions reduïdes que donen a una galeria, amb baranes de ferro, que entravessa tota la façana, essent la via d'accés a l'escala, situada a una banda de l'edifici, en una construcció afegida a la llarga nau. Les finestres tenen el marc de totxo sense arrebossar.

## Història
Coneguda també per fàbrica Pericas i situada a l'extrem del terme de Torelló, sota Conanglell. La colònia es creà sobre un antic molí l'any 1874. Aquesta indústria és la part principal d'un conjunt d'edificacions de caràcter industrial, que faciliten i proporcionen el treball a la fàbrica, anomenada colònia. El conjunt, al voltant de la fàbrica, està constituït per una església, uns habitatges pels treballadors pel propietari i la indústria. Aquestes estructures arquitectòniques evolucionaren de manera que formaren veritables pobles, molts d'ells relacionats amb la indústria tèxtil i a les vores del riu Ter (Colònia Borgonyà, Colònia Lacambra, Colònia La Mambla…). Començaren a construir-se durant el segle xix, però adquiriren definitiva importància durant el segle xx, quan el sector de la indústria tèxtil ja estava totalment desenvolupat.
L'església dedicada al Sagrat Cor, es construí arran de la instauració de la colònia tèxtil. Segons indica el portal, s'acabà de construir l'any 1906. Aquesta fou de les primeres obres que dissenyà l'arquitecte Pericas i Morros, el qual treballava dins d'una estètica híbrida, que girava l'entorn de les solucions gòtiques i tendències gaudinianes amb l'ús de la pedra sense polir.
Actualment la fàbrica està tancada i als habitatges de l'antiga colònia només hi viu una família que en té cura. L'església roman oberta, malgrat que gairebé mai s'hi celebri culte d'ençà que la colònia es tancà (a la dècada dels 70 del segle passat).